# Бондаренко Михайло Григорович
Михайло Григорович Бондаренко  (1912, село Синява, Рокитнянського району Київської області - 18 листопада 1943) — учасник другої світової війни, військовий, Герой Радянського союзу (посмертно). Бойові та державні нагороди.

## Життєпис
Служба у ВМФ з 1933 року. Закінчив Вище військово- морське училище і Вищі спеціалізовані курси командирського складу ВМФ. У зоні бойових дій з початку війни. Брав участь у обороні Одеси та Севастополя, в Керченсько-Ельтигенській та Новоросійській десантних операціях. Під час прориву загону катерів у районі Керченської протоки його катер було потоплено. У місті Туапсе (РФ) Бондаренку Михайлу Григоровичу встановлено пам'ятник.